# Scambina cervina
Scambina cervina är en fjärilsart som beskrevs av Walker 1873. Scambina cervina ingår i släktet Scambina och familjen nattflyn. Inga underarter finns listade.